# Musaranya gegant
La musaranya gegant (Sorex mirabilis) és una espècie de musaranya que viu al nord-est asiàtic. Els exemplars adults mesuren 7,4-9,4 cm de cos, amb una cua de 6,3-7,1 cm. Viu als vessants rocallosos de muntanyes de la península de Corea, el nord-est de la Xina i l'Extrem Orient Rus. És un animal rar i se sap poca cosa de la seva ecologia.